# Mordellistena motoensis
Mordellistena motoensis là một loài bọ cánh cứng trong họ Mordellidae. Loài này được Píc miêu tả khoa học năm 1931.

## Hình ảnh

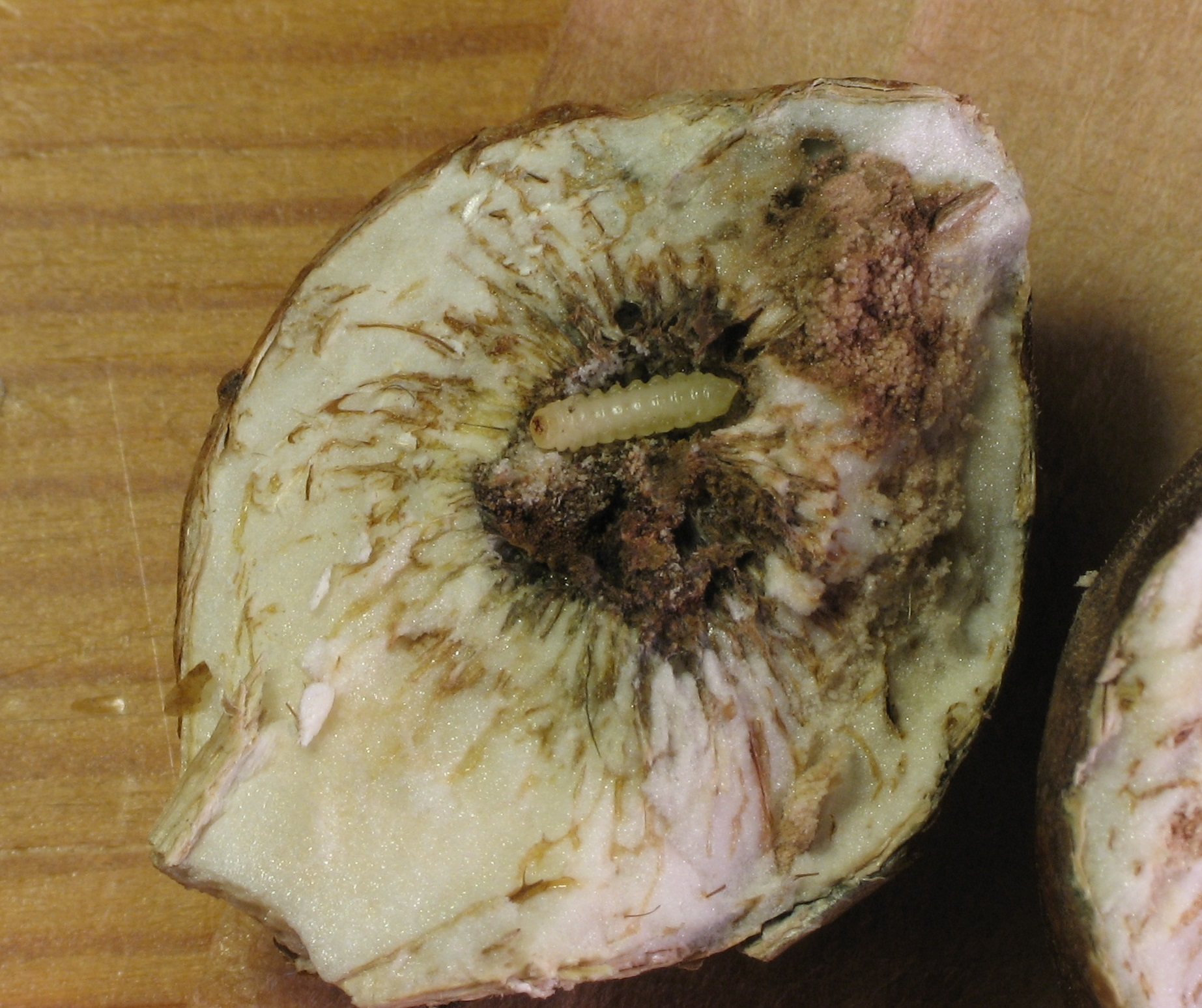